# Kal (Semič, Slovenija)
Kal je naselje u slovenskoj Općini Semiču. Kal se nalazi u pokrajini Dolenjskoj i statističkoj regiji Donjoposavskoj regiji. 

## Stanovništvo
Prema popisu stanovništva iz 2002. godine naselje je imalo 87 stanovnika.